# Fusiliers de l'Assam
 (août 2024).
Si vous disposez d'ouvrages ou d'articles de référence ou si vous connaissez des sites web de qualité traitant du thème abordé ici, merci de compléter l'article en donnant les références utiles à sa vérifiabilité et en les liant à la section « Notes et références ».

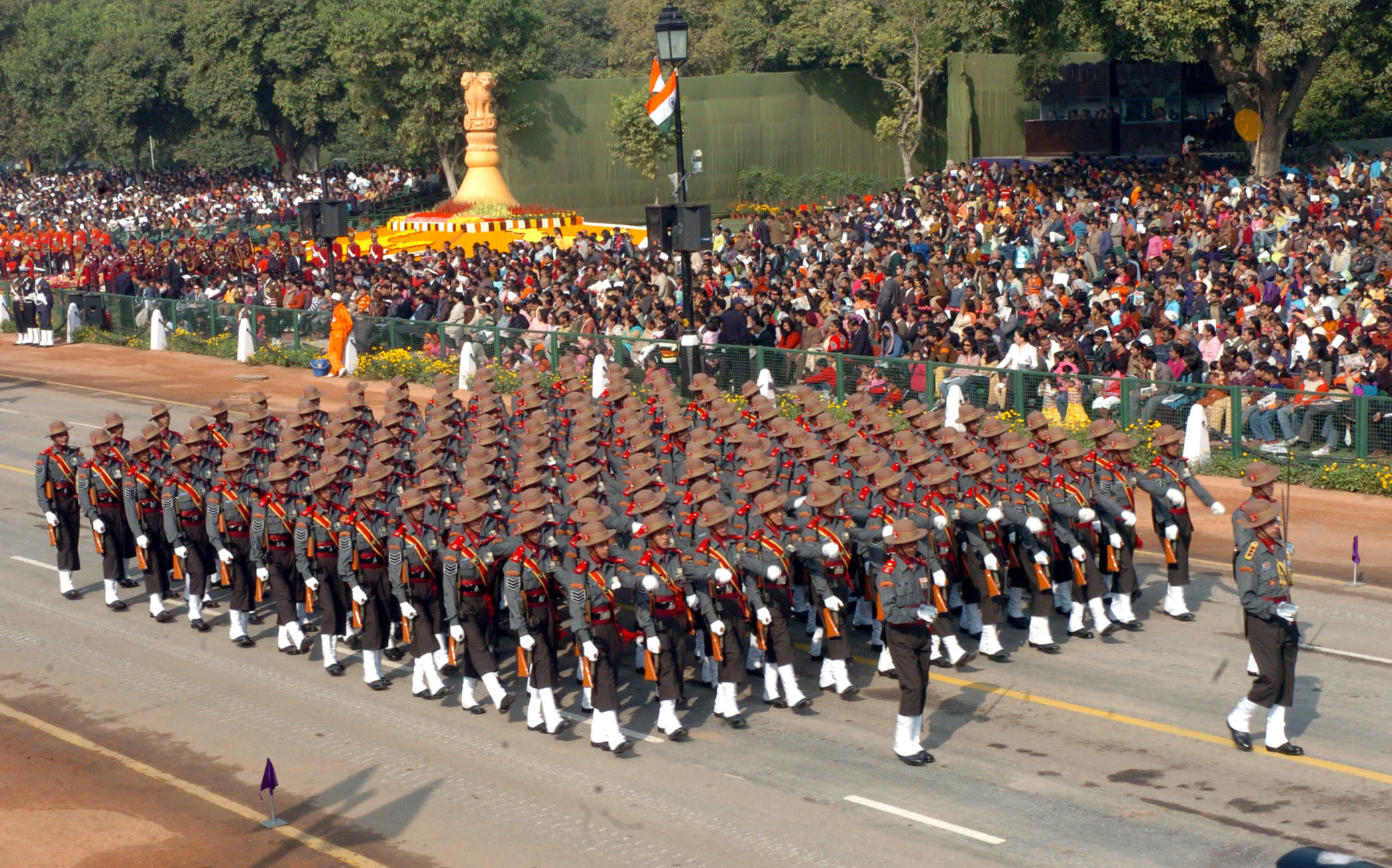
Un défilé en 2006

Les fusiliers de l'Assam sont une unité paramilitaire indienne. Elle est composée actuellement de 33 bataillons d'Assam Rifles sous le commandement du Ministre de l'Intérieur indien.
La première incarnation de ce qui est maintenant les fusiliers de l'Assam était le Cachar Levy, une force paramilitaire de police composée de 750 hommes, formés du temps du Raj britannique, en 1835 et destinée à protéger des implantations coloniales contre des incursions tribales et autres tandis que le pouvoir britannique se répandait au nord-est du sous-continent indien. En 1870, les structures existante sont fusionnés dans trois bataillons de police militaire (Assam Military Police) cantonné dans le Lushai Hills, qui deviendra plus tard 1er bataillon), à Lakhimpur, le futur 2e bataillon, et dans les Naga Hills, le 3e bataillon. Le quatrième bataillon ne sera constitué qu'en 1915 à Imphal.
Le nom de l'unité a changé plusieurs fois de Police militaire de l'Assam (Assam Military Police) en Police de la frontière (Frontier Police). Pendant la Première Guerre mondiale, ses hommes faisaient partie des forces indiennes qui combattirent pour la Grande-Bretagne en Europe et Orient et le nom de fusiliers de l'Assam leur a été assignés en 1917 en reconnaissance de leur participation au conflit. Après la guerre, ils servirent en Inde du nord pour lutter contre rébellions et émeutes.
Durant la Seconde Guerre mondiale, leur rôle principal était de contrôle l'afflux des réfugiés venant de Birmanie et fuyant l'avance japonaise. Ils organisèrent aussi un groupe de résistance appelé Victor Force à la frontière birmane pour perturber des communications japonaises derrière les lignes ennemies. Les hommes de l'unité servirent également à la bataille de Kohima et y gagnèrent de nombreuses citations pour leur unité.
Après la guerre et jusqu'à l'indépendance indienne, les fusiliers de l'Assam, composés de 5 bataillons, furent affectés à des tâches de police civile sous le commandement de l'Inspector General of Police de l'Assam. Après l'indépendance, ils se virent affecté leur propre inspecteur général.
À mesure qu'augmentait graduellement l'importance de cette force et le nombre de ses bataillons, le rang de son commandant passa à celui de lieutenant général.
Au lendemain du séisme de 1950 en Assam et au Tibet, l'unité eut les tâches de maintenir l'ordre et d'aider à la réinstallation des sans-abris. En octobre 1962, les fusiliers furent les troupes envoyées au front au début de la guerre sino-indienne.
Les fusiliers de l'Assam, hormis leur compétence de combat, sont entraînés à fournir, aux populations locales, une aide médicale, une éducation de base, à aider à la reconstruction et à l'agriculture et à gérer les communications dans les régions éloignées.

## Membres
- Naren Chandra Das